# Спельгатти, Николетта
Николетта Спельгатти (итал. Nicoletta Spelgatti; род. 28 июля 1971, Аоста) — итальянский политик, первая женщина — губернатор Валле-д’Аоста (2018).

## Биография
Родилась 28 июля 1971 года в Аосте, адвокат, специализировалась в семейном праве.
20 мая 2018 года местный список Лиги Севера во главе со Спельгатти добился сенсационного успеха на региональных выборах в автономной области Валле-д’Аоста, улучшив свой результат от 0 сразу до 17 %. 27 июня большинство депутатов регионального совета при поддержке автономистов (в том числе Альпийской звезды и ALPE) проголосовали за избрание Спельгатти председателем региональной администрации, сделав её первой женщиной и первым представителем Лиги Севера в этой должности.
В сентябре 2018 года в региональной администрации произошёл раскол по вопросу финансового оздоровления обанкротившегося казино Сен-Венсана — Лига Севера предполагала оказание ему помощи из регионального бюджета.
10 декабря 2018 года региональный совет выразил недоверие администрации Спельгатти и избрал новым губернатором Антонио Фоссона.
20-21 сентября 2020 года Лига Севера увеличила своё представительство по итогам региональных выборов, получив 23,9 % голосов и 11 депутатских мандатов в региональном совете из 35, а влиятельная автономистская партия Союз долины Аосты показала второй результат — 15,8 % голосов и 7 мест, при этом Progetto Civico Progressista (Прогрессистский гражданский проект), поддержанный левоцентристской Демократической партией, отсутствовавшей в региональном совете с 2018 года, также получил 7 депутатских кресел. Лигу Севера на этих выборах вновь возглавляла Спельгатти, но ЛС не обеспечила себе абсолютного большинства, а раздробленный состав регионального парламента затруднил формирование правящей коалиции и выборы нового губернатора. 21 октября 2020 года председателем региональной администрации при поддержке левоцентристов и националистов избран Эрик Лавэва.